# Autotreno DB VT 11.5
L'autotreno VT 11.5 della Deutsche Bundesbahn era un autotreno a trazione diesel utilizzato nelle relazioni internazionali di prestigio "Trans Europ Express".

## Storia
Gli autotreni serie VT 11.5 vennero costruiti nel 1957 come treni TEE per la Deutsche Bundesbahn. La MAN costruì 19 locomotive, la LHB 23 carrozze a scompartimenti, e la Wegmann otto carrozze a salone, otto carrozze ristorante e nove carrozze-cucina.
I treni erano usualmente composti di sette carrozze inquadrate da due locomotive, per una lunghezza totale di 130 metri, una capacità di 122 posti a sedere e una massa di 230 tonnellate: nell'ordine, vi erano due carrozze a scompartimenti, una a salone, una carrozza ristorante e la carrozza-cucina. Tutti i posti a sedere erano di prima classe, coerentemente con le prescrizioni per i treni TEE. Il design del treno fu progettato dall'architetto della MAN, Klaus Flesche.
I treni iniziarono il servizio sui treni TEE dal 1957.
Nel 1968, con l'introduzione del nuovo sistema di numerazione dei rotabili, gli autotreni VT 11.5 vennero riclassificati nel gruppo 601, per le locomotive, e 901, per le carrozze.
Dall'inizio degli anni settanta i treni TEE, in continua crescita di utenza, iniziarono ad essere composti con materiale ordinario (locomotive e carrozze); gli autotreni 601 passarono ad espletare i nuovi servizi InterCity, introdotti nel 1971. Per consentire il traino di composizioni di 10 carrozze a una velocità di 160 km/h, su quattro locomotive i motori diesel originari furono sostituiti da turbine a gas da 1617 kW; tali locomotive vennero riclassificate nel gruppo 602.

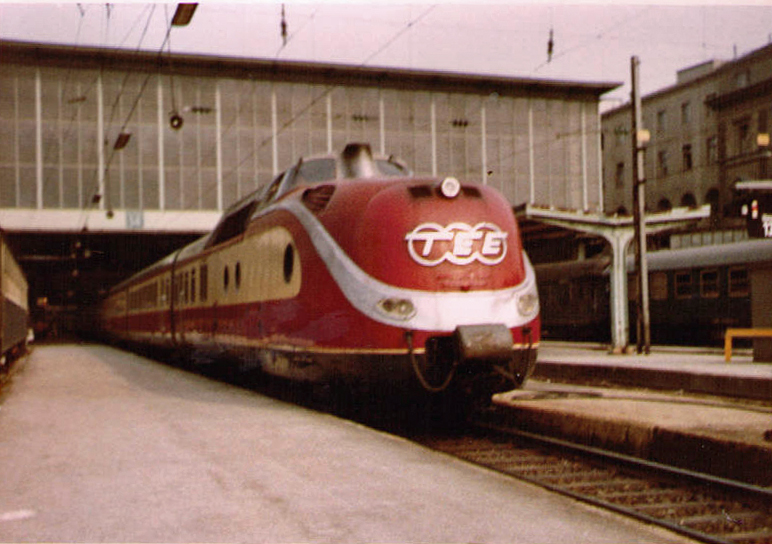
DB 602

Con l'introduzione della seconda classe sui treni InterCity (1979), gli autotreni 601 e 602 furono ritirati dal servizio regolare e utilizzati esclusivamente per treni turistici. Nel 1990 un'unità venne acquistata dalla Deutsche Reichsbahn per l'effettuazione di treni intertedeschi fra Berlino e Amburgo.
Attualmente tutti gli autotreni sono fuori servizio; il progetto di rimettere in esercizio almeno un treno è reso impossibile dagli alti costi necessari, e dalla non rispondenza dei materiali alle norme di sicurezza odierne.